# Penya Esportiva Sant Jordi
La Peña Deportiva San Jorge (o Penya Esportiva Sant Jordi, en catalán) es un equipo de fútbol español localizado en San José, isla de Ibiza. Fundado en 1949, actualmente milita en tercera división futbol español. Disputa los partidos como local en el Campo Municipal Kiko Serra, con una capacidad de 2.000 espectadores.

## Temporadas
| Temporada | Categoría | División   | Posición | Copa del Rey |
| --------- | --------- | ---------- | -------- | ------------ |
| 1988–89   | 5         | Reg. Pref. | 3.º      |              |
| 1989–90   | 5         | Reg. Pref. | 3.º      |              |
| 1990–91   | 5         | Reg. Pref. | 2.º      |              |
| 1991–92   | 5         | Reg. Pref. | 4.º      |              |
| 1992–93   | 5         | Reg. Pref. | 6.º      |              |
| 1993–94   | 5         | Reg. Pref. | 4.º      |              |
| 1994–95   | 5         | Reg. Pref. | 4.º      |              |
| 1995–96   | 5         | Reg. Pref. | 9.º      |              |
| 1996–97   | 5         | Reg. Pref. | 9.º      |              |
| 1997–98   | 5         | Reg. Pref. | 10.º     |              |
| 1998–99   | 5         | Reg. Pref. | 5.º      |              |
| 1999–2000 | 5         | Reg. Pref. | 2.º      |              |
| 2000–01   | 5         | Reg. Pref. | 1st      |              |
| 2001–02   | 5         | Reg. Pref. | 5.º      |              |
| 2002–03   | 5         | Reg. Pref. | 4.º      |              |
| 2004–05   | 5         | Reg. Pref. | 1.º      |              |
| 2005–06   | 5         | Reg. Pref. | 2.º      |              |
| 2006–07   | 5         | Reg. Pref. | 2.º      |              |
| 2007–08   | 5         | Reg. Pref. | 1.º      |              |

| Temporada | Categoría | División            | Posición | Copa del Rey |
| --------- | --------- | ------------------- | -------- | ------------ |
| 2008–09   | 5         | Reg. Pref.          | 6.º      |              |
| 2009–10   | 5         | Reg. Pref.          | 4.º      |              |
| 2010–11   | 5         | Reg. Pref.          | 5.º      |              |
| 2011–12   | 5         | Reg. Pref.          | 2.º      |              |
| 2012–13   | 5         | Reg. Pref.          | 8.º      |              |
| 2013–14   | 5         | Reg. Pref.          | 7.º      |              |
| 2014–15   | 5         | Reg. Pref.          | 2.º      |              |
| 2015–16   | DNP       | DNP                 | DNP      |              |
| 2016–17   | 5         | Reg. Pref.          | 6.º      |              |
| 2017–18   | 5         | Reg. Pref.          | 5.º      |              |
| 2018–19   | 5         | Reg. Pref.          | 4.º      |              |
| 2019–20   | 5         | Reg. Pref.          | 1.º      |              |
| 2020–21   | 4         | 3.ª                 | 2.º      |              |
| 2021–22   | 5         | 3.ª RFEF            | 8        |              |
| 2022–23   | 5         | 3.ª RFEF            | 14       |              |
| 2023–24   | 6         | Regional Preferente |          |              |
| 2024–25   | 5         | 3.ª RFEF            | -        |              |

- 1 Temporada en Tercera División
- 2 Temporadas en Tercera División RFEF